# Bielica (obwód kurski)
Bielica (ros. Белица) – wieś (ros. село, trb. sieło) w zachodniej Rosji, centrum administracyjne sielsowietu bieliczańskiego w rejonie biełowskim obwodu kurskiego.

## Geografia
Przez wieś przepływa rzeka Psioł. Położona jest 13 km od centrum administracyjnego rejonu słobody Biełaja.

## Historia
Wieś powstała w 1966 wyniku połączenia wsi Bogojawlennaja Bielica i Wwiedieńskaja Bielica. Nazwa miejscowości pochodzi od złóż kredy w północnej części wsi.

## Demografia
W 2010 r. miejscowość zamieszkiwało 1051 osób.

## Zabytki
- Cerkiew Wprowadzenia Matki Bożej do Świątyni (1907)
- Zbiorowa mogiła żołnierzy poległych w roku 1943 (1961)[4]